# Abraham Acevedo
Abraham Mora Acevedo (Asunción, 12 settembre 1989) è un judoka paraguaiano.
Ha partecipato ai Giochi di Londra 2012, gareggiando nella categoria dei 66 kg.